# Cerveza Club Colombia Open 2000
Il Cerveza Club Colombia Open 2000 è stato un torneo di tennis giocato sulla terra rossa. È stata la 6ª edizione del Colombia Open, che fa parte della categoria International Series nell'ambito dell'ATP Tour 2000. Il torneo si è giocato a Bogotà in Colombia, dal 6 al 12 marzo 2000.

## Campioni

### Singolare maschile
Mariano Puerta ha battuto in finale  Younes El Aynaoui con il punteggio di 6–4, 7–6(5)

### Doppio maschile
Pablo Albano /  Lucas Arnold Ker hanno battuto in finale  Joan Balcells /  Mauricio Hadad con il punteggio di 7–6(4), 1–6, 6–2